# Frakce (film)
Frakce (v anglickém originále The Domestics) je americký postapokalyptický akční horor z roku 2018 režiséra Mikea P. Nelsona. Ve filmu hrají Kate Bosworth a Tyler Hoechlin. Do kin byl uveden 28. června 2018 společností Orion Classics.

## Děj
Na svět byl vypuštěn jedovatý černý plyn. Většina populace následně umírá. Zbytek lidí se snaží přežít v nemilosrdném postapokalyptickém světě. Ten ovládají vražedné gangy, které masakrují každého, koho potkají. Rozvedený pár Mark a Nina se musí dostat do Milwaukee, kde má Nina rodiče. Společně proto vyrážejí přes celé Spojené státy.

## Obsazení
- Tyler Hoechlin jako Mark West
- Kate Bosworth jako Nina Monroe West
- Lance Reddick jako Nathan Wood
- Sonoya Mizuno jako Betsy
- Dana Gourrier jako Wanda
- Jacinte Blankenship jako Theresa Wood
- Thomas Francis Murphy jako Plowboy Jim
- David Dastmalchian jako Willy Cunningham
- Lee Perkins jako Dean the Nailer
- Kaden Washington Lewis jako Steven Wood
- Mikaela Kimani Armstrong jako Bella Wood

## Produkce a vydání
Natáčelo se v Louisianě. Do hlavních rolí byli dosazeni Kate Bosworth a Tyler Hoechlin.
Film byl do amerických kin uveden 28. června 2018.